# Quadrics
Quadrics sviluppava e forniva soluzioni di rete ad alta prestazione e software per sistemi paralleli su ampia scala. La direzione generale era nel Regno Unito, mentre l'azienda era presente in America, Cina e Italia. Era una società partecipata al 100% da Alenia Aeronautica e faceva parte del Gruppo Finmeccanica fino al 2009, anno in cui ha terminato le attività.

## Sistemi che usavano Quadrics
Tra i clienti di Quadrics ci sono il Pittsburgh Supercomputing Center, il Lawrence Livermore National Laboratory, il Los Alamos National Laboratory, il Pacific Northwest National Laboratory e il Sandia National Laboratories.

### BMW-Sauber Formula1
Quadrics è stata scelta per l'interconnessione del supercomputer Albert2 (poi diventato Albert3) usato dalla scuderia tedesca BMW Sauber  per la simulazione computerizzata di Computer Fluid Dynamics (CFD) che integrano la ricerca fatta nel tunnel a vento.

### BAE-Systems
Un nuovo sistema di computer è stato installato dalla Quadrics alla BAE Systems: il sistema viene usato per la simulazione ad alta fedeltà degli effetti dei fulmini sui velivoli.

### Tera-10
Quadrics è stata scelta dalla società francese Bull per l'interconnessione del più grande supercomputer installato in Europa, Tera-10, così chiamato perché in grado di sostenere 10 Teraflops e un massimo di performance Linpack di 60 Teraflops, ossia 60 000 miliardi di operazioni al secondo. Il sistema è formato da 544 nodi Novascale della Bull, ognuno dei quali possiede 8 processori Intel Montecito per un totale di quasi 9000 processori.

### Sharcnet
Nel 2005 il consorzio universitario canadese Sharcnet, che già aveva 756 processori collegati dall'interconessione Quadrics, ha scelto HP per l'ampliamento delle loro risorse di calcolo, due dei nuovi quattro sistemi usano Quadrics uno di 300 processori per capacity computing e uno di 1500 processori per capability computing.

## Prodotti Quadrics

### Hardware
QsNetIIInterconnessione di proprietà Quadrics caratterizzata da bassa latenza (1,31 microsecondi su MPI) ed alta banda (9120MBytes)
QsTenGInterconnessione basata sullo standard 10 Gigabit Ethernet, recentemente Quadrics ha messo in commercio una switch da 24 nodi in due versioni, TG201-XA 12 CX4+ 12 XFP, e TG201-CA, 24 CX4, la prima switch in produzione dal 2006 conta 96 nodi, in previsione c'è una switch da 144 nodi.

### Software
RMSSoftware di proprietà Quadrics per la gestione del calcolo parallelo.
LinuxComponenti essenziali del software Quadrics disponibili sotto licenza GNU.